# میا اسکارینگر
میا اسکارینگر (انگلیسی: Mia Skäringer؛ زادهٔ ۴ اکتبر ۱۹۷۶) کمدین، هنرپیشه، و مجری تلویزیون اهل سوئد است.
از فیلم‌ها یا برنامه‌های تلویزیونی که وی در آن نقش داشته‌است می‌توان به پیرمرد صدساله‌ای که از پنجره فرار کرد و ناپدید شد اشاره کرد.